# Рельсосварочное предприятие

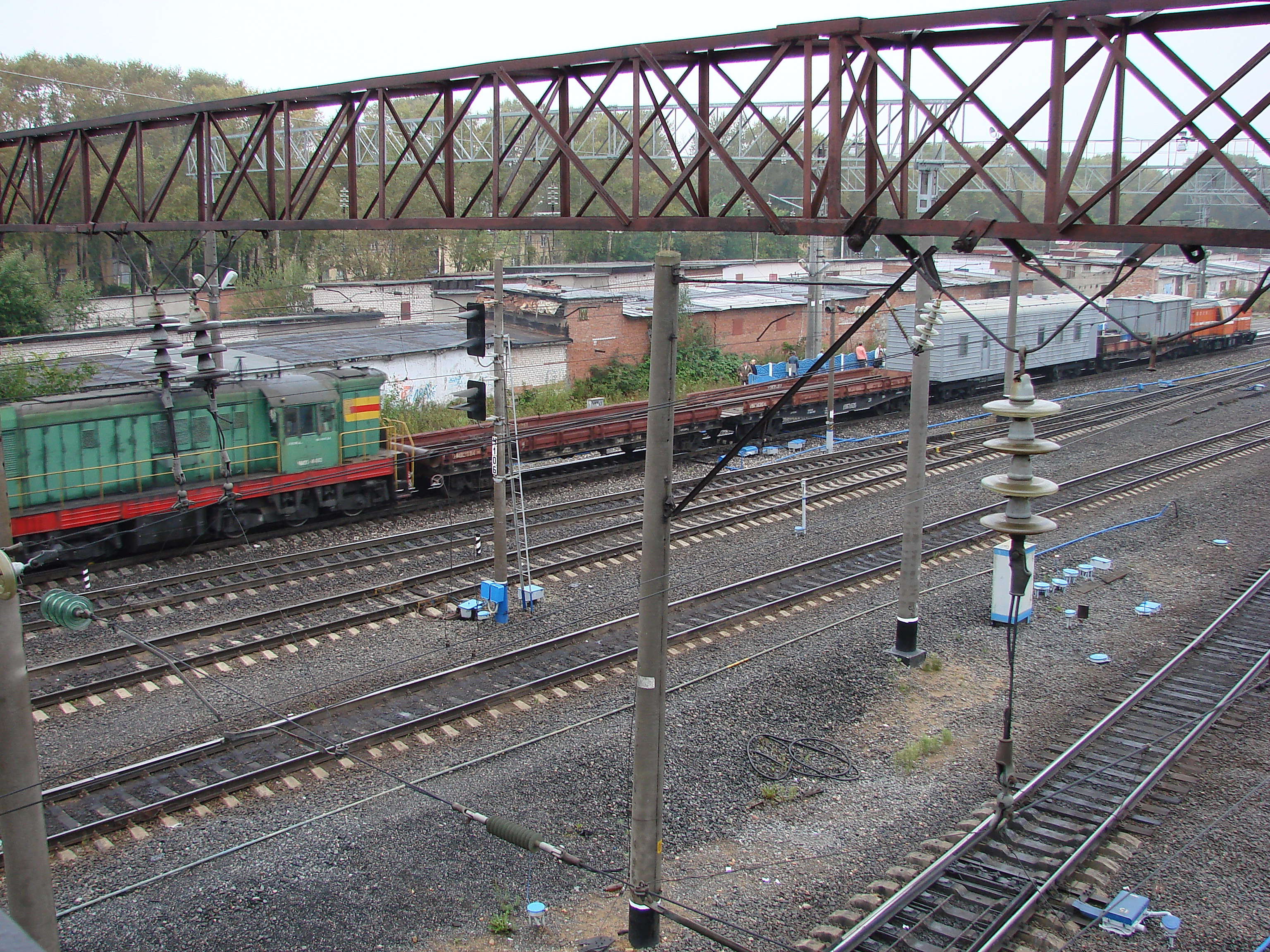
Рельсосварочный поезд сформированный на РСП № 8

Рельсосварочное предприятие (РСП) — предприятие путевого хозяйства, на котором сваривают новые рельсы в рельсовые плети для бесстыкового пути, ремонтируют (сваривают и наплавляют) старогодные рельсы, в том числе лежащие в пути, а также выполняют другие сварочно-наплавочные работы, устраняют волнообразный износ рельсов в пути с помощью рельсошлифовальных поездов.

## История появления

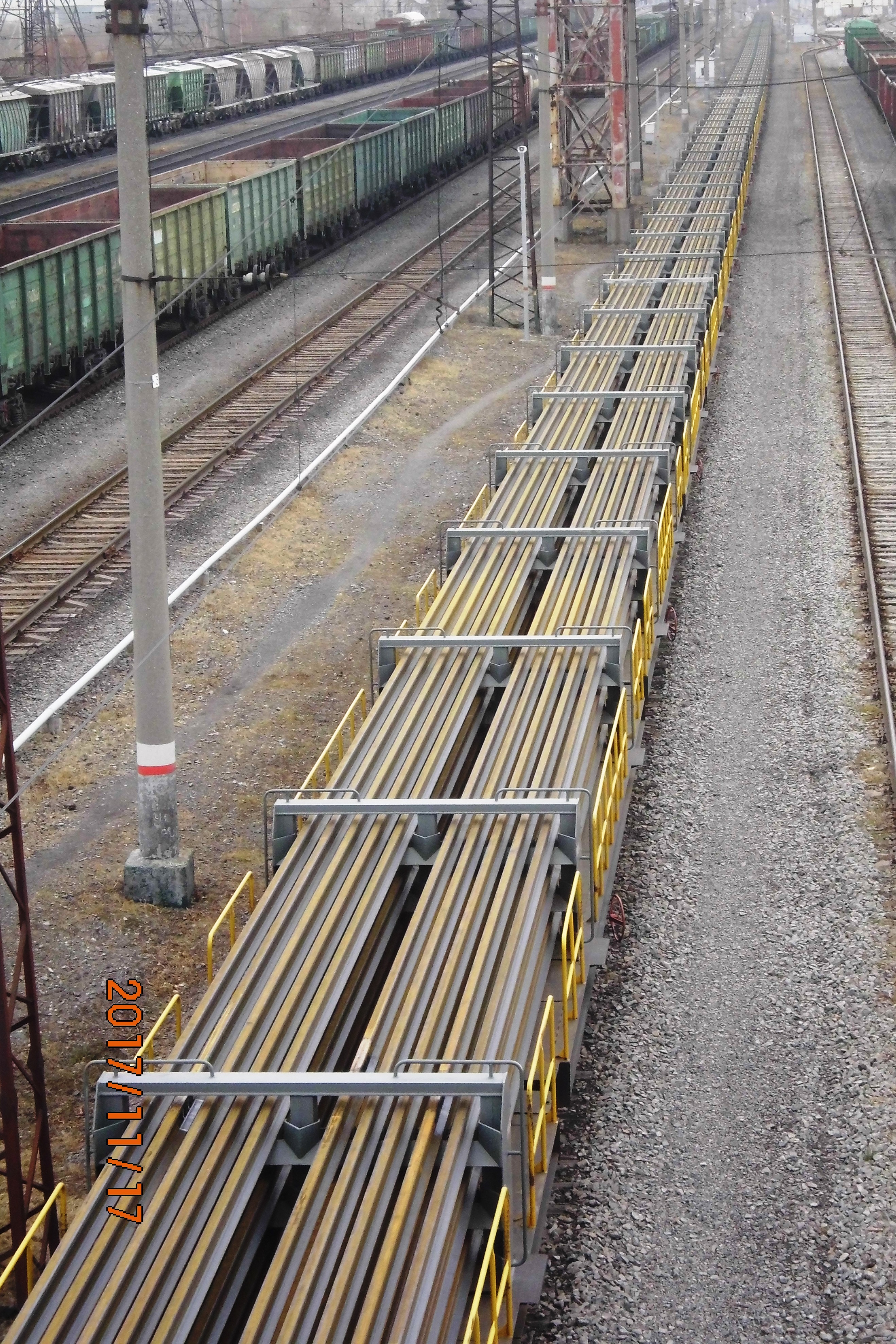
Рельсовозный состав РС-800/3 загруженный 30 рельсовыми плетями длиной до 800 м сваренных на РСП-13 (г. Челябинск)

Первые РСП появились в СССР в начале 1940-х годов, когда во время Великой Отечественной войны были созданы рельсосварочные поезда, в состав которых были включены вагоны с технологическим оборудованием. Позднее были организованы стационарные предприятия заводского типа со специальными производственными помещениями и комплексными цехами, оснащёнными необходимым технологическим оборудованием, полуавтоматическими поточными линиями для выполнения всех операций по сварке и ремонту рельсов.

## Технологии работы

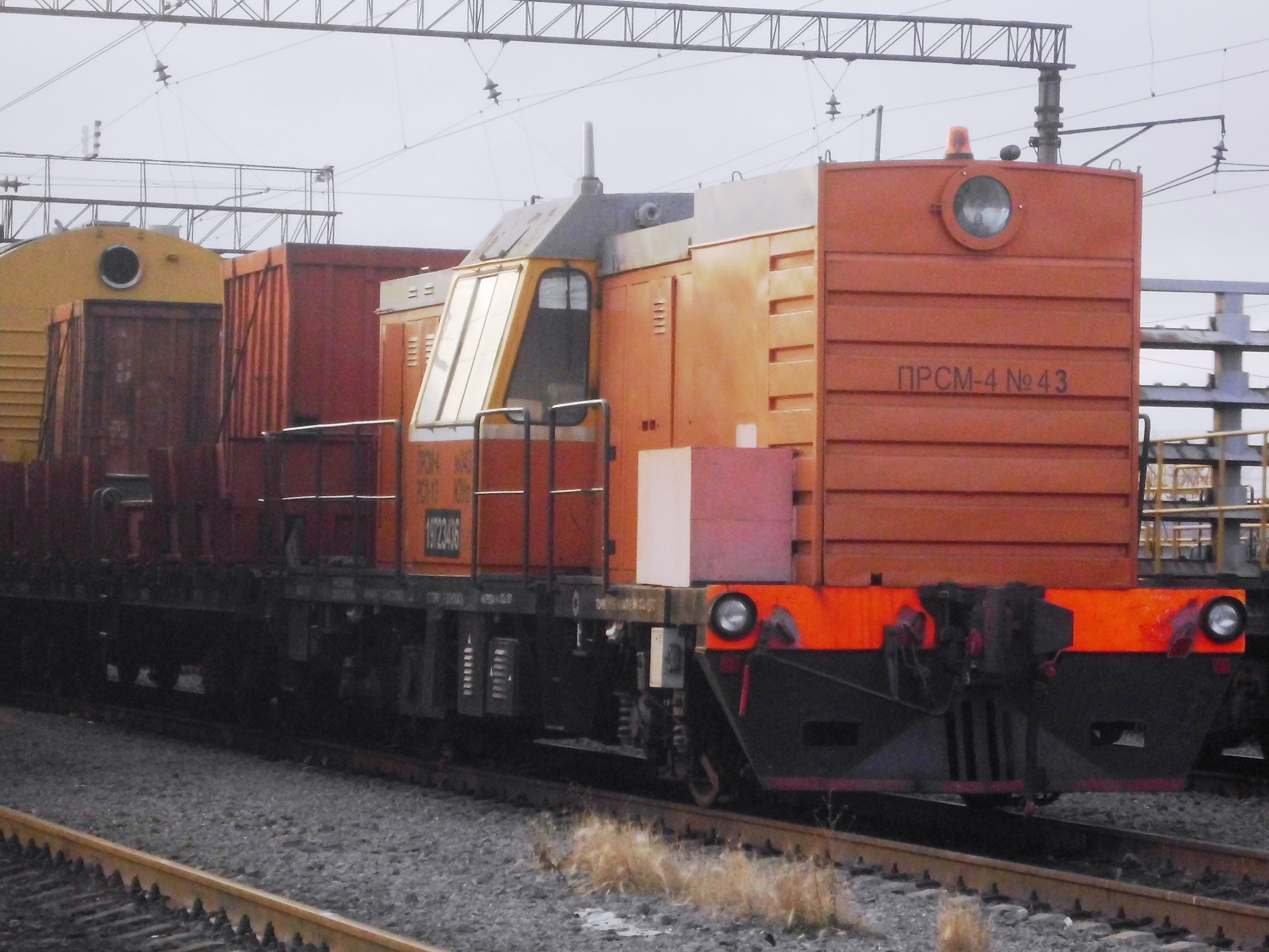
Путевая рельсосварочная самоходная машина (ПРСМ-4) в составе рельсосварочного поезда. Видны служебная платформа с оборудованием и жилой модуль

Наиболее часто на РСП используется электроконтактная сварка рельсов. На технологических линиях обрабатывают незакалённые, объёмно- и поверхностно-закалённые по всей длине рельсы, новые и старогодные, а также сваривают рельсы в плети длиной до 800 м. На многих рельсосварочных предприятиях производят реновацию старогодных рельсов, которые затем сваривают в плети, либо используют для замены в звеньевом пути. Для ремонта рельсов в пути, вваривания вместо вырезанной дефектной части рельсовой плети нового рельса РСП имеют передвижные рельсосварочные машины (ПРСМ) с контактно-сварочными головками полевого типа. На ряде РСП изготовляют рельсы для изолирующих стыков с клееболтовым соединением.

## Производительность
Производительность одной технологической линии по сварке рельсов в зависимости от их исходной длины составляет 150—220 километров в год.